# Antonio Chavarrías
Antonio Chavarrías (Hospitalet de Llobregat, Barcelona, 2 de septiembre de 1956) es un guionista, director y productor de cine español.

## Como guionista y director
Antonio Chavarrías es guionista y director de Dictado (AKA Childish Games) (2012), película que participó en la Sección oficial del Festival Internacional de Cine de Berlín en el 2012. Esta película está protagonizada por Juan Diego Botto, Bárbara Lennie, Mágica Pérez y Nora Navas. En 2006 dirige y escribe Las vidas de Celia, un drama que fue presentado en la Sección oficial del Festival de Cine de San Sebastián (2006) y de Marrakech (2006). El elenco protagonista de este largometraje está formado por Najwa Nimri, Luis Tosar, Daniel Giménez Cacho y Aida Folch.
Chavarrías es también el guionista y director de Volverás (2002), basada en la novela de Francisco Casavella, Un enano español se suicida en las Vegas. La película obtuvo el Premio al Mejor Director en el Festival del Mar del Plata, fue ganadora del Premio al Mejor Guion Adaptado y Mejor Fotografía de Ariel Awards y nominada a los Goya en la categoría de Mejor Guion Adaptado. Otros de sus trabajos destacados son Susanna (1996), Manila (1991) y Una sombra en el jardín (1989) por los que también ganó varios premios y participó en numerosos festivales.
En 2016 estrenó El elegido, un thriller histórico sobre el asesinato de León Trotski a manos de Ramón Mercader. Rodada entre Barcelona y México, cuenta con actores com Alfonso Herrera, Hanna Murray o Elvíra Mínguez. Se trata de una coproducción entre Oberon Cinematográfica y Alebrije Cine y Video, productora dirigida por Mónica Lozano y conocida por películas como Instructions not included (2013) y Amores perros (2000). Antonio Chavarrías fue Vicepresidente de la Academia de las Artes y las Ciencias Cinematográficas de España entre el 2000 y el 2003.

## Como productor
En 1990 funda la productora Oberon Cinematográfica, desde donde ha producido más de treinta proyectos cinematográficos, tanto propios como de otros directores. Algunas de sus producciones más destacadas son las siguientes:

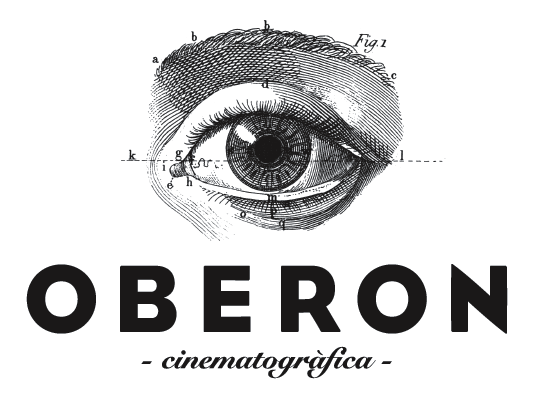
Productora Oberon Cinematográfica

- Las películas de Marc Recha Pau y su hermano (2001) y El árbol de las cerezas (1998). Pau y su hermano fue exhibida en la Sección oficial del Festival de Cine de Cannes en 2001 y ganó el Premio al Mejor Director en el Festival Premios Ondas en 2001 y el Premio FIPRESCI en el Festival Internacional de Cine de Riga 'Arsenals' en 2002. El árbol de las cerezas ganó el Premio de la Crítica de guionistas catalanes y la asociación de escritores en el Festival Internacional de Sitges en 1998 y el Premio FIPRESCI en el Festival Internacional de Cine de Locarno en 1998 también.
- Aro Tolbukhin. En la mente del asesino (2002) de Agustí Villaronga, Lydia Zimmermann e Isaac P. Racine, ganadora de siete Premios Ariel: Mejor Guion, Mejor Fotografía, Mejor Actor, Mejor Actriz, Mejor Diseño de Arte, Mejor Maquillaje y Mejores Efectos Especiales en 2003. Además fue exhibida en la Sección oficial del Festival de Cine de San Sebastián en 2002.
- Madeinusa (2006) de Claudia Llosa, fue ganadora del Premio FIPRESCI en el Festival Internacional de Cine de Róterdam en 2006 y nominada al Premio del Gran Jurado en el Sundance Film Festival en 2006 también. Además obtuvo premios como Mejor Guion en el Cine Ceará - National Cinema Festival de Brasil en 2006 o el segundo premio del Mejor Primer Trabajo en el Lima Latin American Film Festival en 2006.
- La teta asustada (2009) de Claudia Llosa, nominada al Óscar como Mejor película de habla no inglesa en 2010 y ganadora del Premio FIPRESCI y el Oso de Oro de Berlín en 2009. Además ganó varios premios más: Mejor Película en el Montréal Festival of New Cinema, Mejor Película en el Bogotá Film Festival y Mejor Película en el Festival de Cine de Guadalajara, todos ellos en 2009. Así pues, La teta asustada ha sido exhibida en más de diez festivales.
- Elisa K (2010) de Jordi Cadena y Judith Colell, ganadora del Premio Especial del Jurado en el Festival de San Sebastián en 2010. Asimismo, obtuvo una nominación al Goya para la categoría Mejor Guion Adaptado en 2011.
- La Por (2013) de Jordi Cadena, ganadora del Premio Gaudí Mejor Actor Secundario y nominada a otras cuatro categorías (Mejor Director, Mejor Montaje, Mejor Guion y Mejor Fotografía) en 2014. Fue seleccionada en la Seminci (Semana Internacional de Cine de Valladolid) en 2013 y en el Festival de Cinéma Espagnol de Mantes donde fue galardonada con los Premios Mención Especial del Jurado Julio Verne y Premio del Jurado Joven a la Mejor Película.
- Serrallonga, la llegenda del bandoler (2008), fue una miniserie de televisión española de origen catalán que constó de dos episodios y estaba basada en la vida del famoso bandolero Joan Sala i Ferrer. Estuvo dirigida por Esteve Rovira y coproducida por Televisión de Cataluña, Televisión Española y Oberon Cinematográfica. Participó en varios festivales de cine y televisión. Fue nominada como mejor película en el Festival de Cine de Shanghái y los Premios Gaudí en su primera edición, como mejor película para televisión. Esteve Rovira también fue nominado como mejor director en los premios Magnolia del Festival de Cine de Shanghái (2009).
- En el Festival de Málaga 2020 presentó dos películas como productor: El diablo entre las piernas, del mexicano Arturo Ripstein, Premio Perspectiva y Biznaga de Plata al Mejor Director por esta película.

En el año 2018, funda la productora Oberon Media, contando con Alba Bosch como productora ejecutiva. Bajo esta nueva identidad, la compañía ha dado vida a diversas producciones, entre las cuales se incluyen:
- Only fools rush in (2018), cortometraje dirigido por David Moragas.
- Girasoles Silvestres (2022) de Jaime Rosales, estrenada en la Sección Oficial del Festival de San Sebastián. Esta obra fue galardonada con el premio a Mejor Actriz en película española para Anna Castillo en la 67.ª edición de los Premios Sant Jordi.
- A Stormy Night (2020) de David Moragas, presentada en el Festival de Málaga.
- Las Buenas Compañías (2023) dirigida por Sílvia Munt, presentada en la Sección Oficial del Festival de Málaga donde obtuvo el Premio del Jurado Joven a la mejor película del festival. También fue galardonada con el Premio del Público al Mejor Largometraje en el 20º Festival de Cine y Derechos Humanos de San Sebastián.

- La Abadesa (2024), uno de sus trabajos más recientes estrenado en el Festival de Cine de Málaga y seleccionada en el Seattle International Film Festival.

Actualmente, Oberon Media se encuentra en fase de postproducción del largometraje de ficción Los Tortuga dirigido por Belén Funes, del documental Miralles de Maria Mauti, y del cortometraje Campolivar de Alicia Moncholí. Además, se encuentran en fase de preproducción Un altre home, el segundo largometraje de David Moragas, y varios proyectos en desarrollo.

## Reconocimientos
- Dictado: Sección oficial del Festival Internacional de Cine de Berlín.
- Las vidas de Celia: Sección oficial del Festival de Cine de San Sebastián.
- Las vidas de Celia: Sección oficial del Festival Internacional de Marrakech.
- Volverás: nominación al Premio Goya a Mejor Guion Adaptado.
- Volverás: ganador del Premio al Mejor Director en el Festival del Mar del Plata.
- Volverás: ganador del Premio al Mejor Guion Adaptado en el Festival Ariel.
- Volverás: ganador del Premio Mejor Montaje en el Barcelona Film Awards.
- Susanna: exhibición en la Sección oficial del Festival Internacional de Bruselas.
- Susanna: ganador del Premio al Mejor Director en el Festival de Cine de Verona.
- Manila: ganador del Premio al Mejor Director del Premio de Cinematografía de la Generalidad de Cataluña.
- Una sombra en el jardín: ganador del Premio al Mejor Director del Premio de Cinematografía de la Generalidad de Cataluña.
- Una sombra en el jardín: ganador del Premio Mejor Ópera Prima en los Premios Sant Jordi.